# Heaven (песня Шона Франка и KSHMR)
«Heaven» — песня диджеев Шона Франка и KSHMR при участии Делани Джейн. Песня в жанре фьюче-хауса была выпущена лейблом Spinnin’ Records.

## Музыкальное видео
Режиссёром музыкального видео выступил Тайлер Хайнс. На песню также вышел ремикс от Two Friends.

## Список композиций
| №  | Название                          | Длительность |
| -- | --------------------------------- | ------------ |
| 1. | «Heaven» (featuring Delaney Jane) | 5:33         |

| №  | Название                    | Длительность |
| -- | --------------------------- | ------------ |
| 1. | «Heaven» (The Him Remix)    | 4:03         |
| 2. | «Heaven» (Addal Remix)      | 5:12         |
| 3. | «Heaven» (KSHMR Remix)      | 4:00         |
| 4. | «Heaven» (Dr. Fresch Remix) | 3:14         |

## Чарты
| Чарт (2015)                                | Высшая позиция |
| ------------------------------------------ | -------------- |
| Бельгия/Фландрия (Ultratip Bubbling Under) | 48             |
| Бельгия/Валлония (Ultratip Bubbling Under) | 21             |